# جيمس كي
جيمس كي (بالإنجليزية: James Kee) هو سياسي أمريكي، ولد في 15 أبريل 1917 في بلوفيلد في الولايات المتحدة، وتوفي في 11 مارس 1989 في مونتغمري في الولايات المتحدة. حزبياً، نشط في الحزب الديمقراطي. وقد انتخب عضو مجلس النواب الأمريكي.